# Beatrix von Schlesien-Schweidnitz

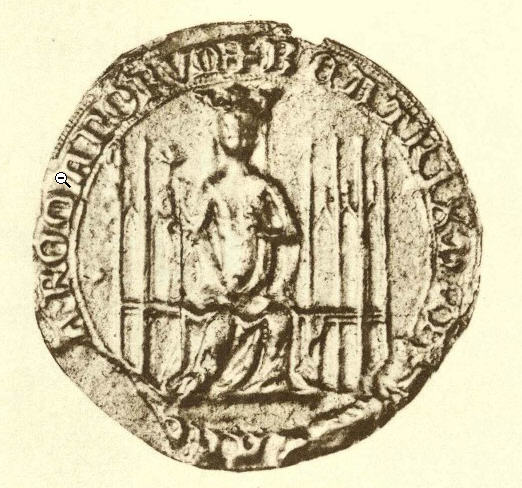
Siegel Beatrix’

Beatrix von Schlesien-Schweidnitz (* um 1290; † 24. August 1322 in München) war die erste Ehefrau Ludwigs IV. und von 1314 bis 1322 römisch-deutsche Königin.

## Leben
Beatrix entstammte dem Geschlecht der schlesischen Piasten. Ihre Eltern waren Bolko I. von Schlesien-Schweidnitz und Beatrix von Brandenburg († 1316), eine Tochter des Markgrafen Otto V. von Brandenburg, und nicht, wie oft zu lesen ist, Heinrich III. von Schlesien-Glogau und Mechthild von Braunschweig-Lüneburg, eine Tochter des Herzogs Albrechts von Braunschweig-Lüneburg. Ab dem Jahr 1300 wurde Beatrix in dem von ihrem Vater 1295 gegründeten Klarissenkloster in Strehlen erzogen.
Um das Jahr 1308 vermählte sie sich mit Ludwig IV., Herzog von Oberbayern. Die genauen Umstände der Heirat sind ungewiss, da kein Dokument oder Bericht eines Chronisten darüber vorhanden sind. Am 25. November 1314 wurde Beatrix gemeinsam mit Ludwig im Aachener Dom vom Mainzer Erzbischof Peter von Aspelt zur römisch-deutschen Königin gekrönt.
Drei der sechs Kinder aus dieser Verbindung erreichten das Erwachsenenalter: Mechthild, Ludwig V. und Stephan II.
Nach der Chronik des Klosters Fürstenfeld wurde Beatrix in der Frauenkirche in München bestattet, in deren Chor Ludwig IV. ein Hochgrab für sie errichten ließ, in dem später auch er bestattet wurde. Noch Jahre nach ihrem Tod stiftete Ludwig IV. zu ihrem Andenken und ihrem Seelenheil bei ihrem Grabmal ein Seelenlicht. Die Fürstenfelder Zisterzienser hielten jahrhundertelang an Beatrix’ Todestag einen Gedächtnisgottesdienst ab.